# Hot Millions
Hot Millions (bra A Máquina dos Milhões) é um filme britano-norte-americana de 1968, do gênero comédia, dirigido por Eric Till e estrelado por Peter Ustinov e Maggie Smith.

## Sinopse
Antes mesmo de deixar a prisão, o veterano escroque Marcus Pendleton já planeja um golpe à base de modernas tecnologias, isto é, ...computadores. Já solto, ele cria três empresas de fachada para onde deverão jorrar contribuições de sua vítima, o circunspecto executivo Carlton Klemper. Willard Gnatpole, assistente de Klemper, até que desconfia de alguma coisa, mas Marcus recebeu boas lições de Caeser Smith, o expert em informática, e está pronto para encher os bolsos. Marcus também casa-se com a bela Patty e, surpreso, descobre que ela ganha mais dinheiro honestamente do que ele com seus esquemas criminosos...

## Premiações
| Prêmio     | Categoria                | Recipiente                 | Situação                    |
| ---------- | ------------------------ | -------------------------- | --------------------------- |
| Oscar 1969 | Melhor roteiro original  | Ira Wallach, Peter Ustinov | Indicado                    |
| WGA        | Melhor roteiro - comédia | Ira Wallach, Peter Ustinov | Indicado[carece de fontes?] |

## Elenco
| Ator/Atriz    | Personagem              |
| ------------- | ----------------------- |
| Peter Ustinov | Marcus Pendleton        |
| Maggie Smith  | Patty Terwilliger Smith |
| Karl Malden   | Carlton J. Klemper      |
| Bob Newhart   | Willard C. Gnatpole     |
| Robert Morley | Caesar Smith            |
| Cesar Romero  | Inspetor da alfândega   |